# Barnaby Thompson
Barnaby David Waterhouse Thompson (* 29. März 1961 in London-Chelsea) ist ein britischer Studiochef, Filmregisseur und Filmproduzent.

## Leben und Wirken
Thompson, dessen Eltern beim britischen Rundfunk arbeiteten, ging in London auf die St Paul’s School und studierte an der University of Oxford Theologie und Philosophie. Ab Mitte der 1980er Jahre ist er als Produktionsassistent nachzuweisen, doch machte sich Thompson schon recht bald selbständig und gründete mit World’s End Productions seine eigene Produktionsfirma, für die er mehrere Dokumentationen wie A Sense Of Wonder, Singing For Your Supper, The Thin Blue Line und Kiss The Sky, einen Film über Jimi Hendrix, den er auch inszenierte, herstellte. Letztgenannte Produktion gewann die Silbermedaille beim New York Film Festival. Sein von ihm produzierter Kurzfilm Dear Rosie erhielt 1991 sowohl eine Nominierung für den Oscar als auch für den British Academy Film Award.
Bereits 1990 übersiedelte Thompson vorübergehend nach New York und produzierte im darauf folgenden Jahr für Paramount Pictures die sehr erfolgreiche Filmkomödie Wayne’s World. Thompson blieb einige Jahre in den USA und produzierte mehrere nicht allzu anspruchsvolle Komödien und Filme für ein eher jugendliches Publikum. Wieder daheim in Großbritannien, gründete Thompson 1996 mit Uri Fruchtmann die Fragile Films. Gleich beider erster Film, der Spice-Girls-Streifen Spiceworld – Der Film, war zwar ein Kassenerfolg, erhielt aber fürchterliche Kritikerverrisse und brachte Thompson 1999 sogar eine Nominierung für den Anti-Preis Razzie Award ein. Neben Komödien stellte Thompson auch ambitioniertere Stoffe her wie etwa die Oscar-Wilde-Neuverfilmungen Ein perfekter Ehemann und Ernst sein ist alles.
Zu diesem Zeitpunkt, 2001, war Barnaby Thompson bereits an die Spitze der Ealing Filmstudios, die er mit Fruchtman und zwei Kollegen im Vorjahr erworben hatte, berufen worden und blieb Chef dieser berühmten englischen Produktionsstätte bis 2014. In diesen Jahren blieb Thompson auch weiterhin als Filmproduzent tätig und revitalisierte die im Vereinigten Königreich der 1950er Jahre populäre Filmreihe um das Mädchenpensionat St. Trinian mit zwei Filmen (2007 und 2009), bei denen er sich auch an der Regie beteiligte. Beide Streifen waren Kassenerfolge im Herstellungsland. Nach seinem Rücktritt vom Ealing-Chefposten 2014 kehrte Thompson zu Fragile Films zurück und steht seit dem 1. August 2018 auch der Verleihfirma Fragile Film Distribution Ltd. vor. Seit 2016 konzentriert sich der Filmproduzent auf die Herstellung britischer Maigret-Verfilmungen für das Fernsehen mit Rowan Atkinson in der Rolle des französischen Polizeikommissars.
Barnaby David Waterhouse Thompson hat einen Sohn und eine Tochter.

## Filmografie (Auswahl)
Als Filmproduzent:
- 1990: Dear Rosie (Kurzfilm)
- 1991: Wayne’s World
- 1992: Die Coneheads (Coneheads)
- 1993: Wayne’s World 2
- 1993: Lassie – Freunde fürs Leben (Lassie)
- 1994: Tommy Boy – Durch dick und dünn (Tommy Boy)
- 1996: Brain Candy
- 1996: Spiceworld – Der Film (Spice World)
- 1998: Ein perfekter Ehemann (An Ideal Husband)
- 2000: Kevin und Perry tun es (Kevin & Perry Go Large)
- 2001: Verbrechen verführt (High Heels and Low Lifes)
- 2001: Lucky Break – Rein oder raus (Lucky Break)
- 2002: Ernst sein ist alles (The Importance of Being Earnest)
- 2002: Hope Springs – Die Liebe deines Lebens (Hope Springs)
- 2005: Valiant
- 2005: Eine Hochzeit zu dritt (Imagine Me & You)
- 2006: Alien Autopsy – Das All zu Gast bei Freunden (Alien Autopsy)
- 2006: Fade to Black
- 2007: Die Girls von St. Trinian (St Trinian’s) (auch Co-Regie)
- 2008: Easy Virtue – Eine unmoralische Ehefrau (Easy Virtue)
- 2009: Das Bildnis des Dorian Gray (Dorian Gray)
- 2009: Die Girls von St. Trinian 2 – Auf Schatzsuche (St Trinian’s 2: The Legend of Fritton’s Gold) (auch Co-Regie)
- 2010: Burke & Hare – Wir finden immer eine Leiche (Burke & Hare)
- 2013: Nina
- 2015: The D-Train
- 2016: Kids in Love
- 2016: Kommissar Maigret: Die Falle (Maigret Sets a Trap)
- 2016: Kommissar Maigret: Ein toter Mann (Maigret’s Dead Man)
- 2017: Kommissar Maigret: Die Nacht an der Kreuzung (Maigret’s Night at the Crossroads)
- 2017: Kommissar Maigret: Die Tänzerin und die Gräfin (Maigret in Montmartre)
- 2020: Pixie – Mit ihr ist nicht zu spaßen (Pixie) (auch Regie)